# توري دي لوس أداليد
توري دي لوس أداليد (بالإسبانية: Torre de los Adalides)‏ ويُترجَم حرفيًا إلى برج الأبطال هو برج مستطيل يعودُ للقرون الوسطى بتصميمٍ إسلامي يقعُ بالقربِ من الجزيرة الخضراء بإسبانيا. يقعُ هذا البرج على بُعد 1 كيلومتر (0.62 ميل) من الساحل على تل يقعُ على حوالي 100 متر (330 قدم) فوق مستوى سطح البحر في المنطقة التي تغطّيها الآن الضواحي الشمالية للمدينة. هُدمَ البرج من قِبل الإسبان خلال الحرب الإسبانيّة الأمريكية حيث اعتقدوا أن الأمريكيين قد يستخدمونه كقاعدة خاصة بهم. تقع أنقاضُ البرج ضمن الحدود العسكرية ولا يمكن الاقتراب منها بدون تصريحٍ رسمي.

## التاريخ
كان البرج واحدًا من سلسلة أبراج مراقبة بُنيت خلال القرنين الثاني عشر والثالث عشر لمراقبة مضيق جبل طارق وخليج الجزيرة الخضراء. على الرغم من ذكره لأول مرة في عام 1342، التاريخ الدقيق للبناء غير معروف، على الرغم من أنه من المفترض أنه حدث قبل وقت قصير من الاستيلاء على مدينة طريفة في عام 1289 عندما بدأت منطقة جبل طارق تكتسبُ أهمية كحدود برية. كان للبرج اتصالٌ بصري بأبراج مراقبة أخرى في المنطقة بما في ذلك برج فايربوت (بالإسبانية: Torre de Botafuegos)‏ وبرج الأدميرال (بالإسبانية: Torre del Almirante)‏ وكذلك مع بلدتي الجزيرة الخضراء وكارتيا. كانت قاعدة لقوات ألفونسو الحادي عشر ملك قشتالة أثناء حصار الجزيرة الخضراء الطويل (1342-1344). تأخذ اسمها من المور الذين كانت تتمركز قواتهم في المنطقة والذين كانوا معروفين باسمِ الأبطال. استخدَم الملك البرج كمنزلٍ له أثناء حصار المدينة، وبحلول عام 1344، شاركت هذه القوات في معركة ريو بالمونيس ضد غرناطة، والتي شكَّلت نهاية الحصار واستسلام مدينة الجزيرة الخضراء.
استُخدمَ البرج في عام 1776 كمخزن للمساحيق، محميًا بحارس صغير. بحلول عام 1832، سقطَ البُرج في حالة سيئة ولم يعد قيد الاستخدام. تم تدميره أخيرًا من قبل مهندسي الجيش في يوليو 1898 أثناء الحرب الإسبانية الأمريكية حيث كانت هناك مخاوف من استخدامه من قِبل العدو كمعْلَمٍ لقصف بطاريّة مدفعية قريبة أو كقاعدة لإنشاء بطارية مؤقتة خاصة بهم. تقعُ أساسات البرج اليوم في ساحة ثكنات تحملُ نفس الاسم.

## البنيان
بقيت بقايا قليلة من الهيكل اليوم، لكن الكثير من البيانات والصور التاريخية توفّر نظرة ثاقبة على الهيكل والنسب. يتكون البرج من ثلاثة طوابق، الأول منها منفصل عن البقية ويمكن الوصول إليه عن طريق باب في الطابق الأرضي. الطابق الثاني كان به سلم متصل بالحائط بالخارج. أما الوصول إلى الثالث فيلزم المرور بطريق السلالم الداخلية. كان ارتفاع المبنى 14 متر (46 قدم) وكان مستطيل الشكل (من 4 إلى 6 أمتار) بجدران 1.5 متر (4 قدم 11 بوصة) من حيثُ السمك. كان البرج محاطًا بجدار طيني مثمن بحوالَي 80 بوصة (2,000 مـم) 3.5–4.5 متر (11–15 قدم) من حيثُ العلوّ.